# Gönningen
Gönningen, eine vormals eigenständige Gemeinde im Landkreis Reutlingen in Baden-Württemberg (bis 1938 dem Oberamt Tübingen zugeordnet), ist seit der Gemeindereform von 1971 der südlichste von heute zwölf außerhalb der Kernstadt gelegenen Stadtteilen (Bezirken) der südwestdeutschen Kreisstadt Reutlingen.
Mit 1567 Hektar verfügt Gönningen nach dem Kernstadtbezirk Reutlingen-Mitte über die zweitgrößte Gemarkungsfläche aller Reutlinger Stadtteile.

## Geographie

Ansicht von Gönningen, Blick Richtung Nordosten vom Roßbergturm aus gesehen, ca. Bildmitte über Gönningen die zusammenhängenden Erhebungen Stöffelberg und Pfullinger Berg auf der dem Roßberg gegenüber liegenden Flanke des Wiesaztals (Dezember 2024)

Das Ortszentrum Gönningens liegt etwa zehn Kilometer südwestlich des Reutlinger Kernstadtzentrums am Fuß des Albtraufs, dem nördlichen Rand der mittleren Schwäbischen Alb, im oberen Tal der Wiesaz, flankiert von den Alberhebungen des Roßbergs (im Südwesten) sowie des Stöffelbergs und Pfullinger Bergs (im Nordosten). Im Nordwesten grenzt Gönningen an die Gemarkung des flächenbezogen kleinsten Reutlinger Stadtteils Bronnweiler, im Nordosten an den Kernstadtbezirk. Die nächstgelegenen eigenständigen Gemeinden sind die Stadt Pfullingen (im Osten), die Gemeinde Sonnenbühl mit ihrem Teilort Genkingen (im Süden) und die zum Landkreis Tübingen gehörende Stadt Mössingen mit dem Stadtteil Öschingen (im Westen).
Innerhalb der Gönninger Markung befindet sich östlich das als Naturdenkmal ausgeschriebene Niedermoor Weiße Reute. Im Südosten des Ortes liegt das Naherholungsgebiet der Gönninger Seen, entstanden aus den Becken einer ehemaligen Abbaustätte von Gönninger Kalktuff, in denen sich durch Aufstauung der Wiesaz drei kleine Seen gebildet haben. Durch den Ort verlaufen die Landesstraßen 230 (Verbindung Gomaringen – Sonnenbühl) und 383 (Verbindung Gönningen – Mössingen). Oberhalb der Gönninger Seen führt der Albaufstieg der Gönninger – bzw. auch Genkinger Steige (Abschnitt der Landesstraße 230) – aus dem Stadtgebiet Reutlingens heraus nach Sonnenbühl-Genkingen, der nächstgelegenen Gemeinde auf der Albhochfläche.

## Geschichte

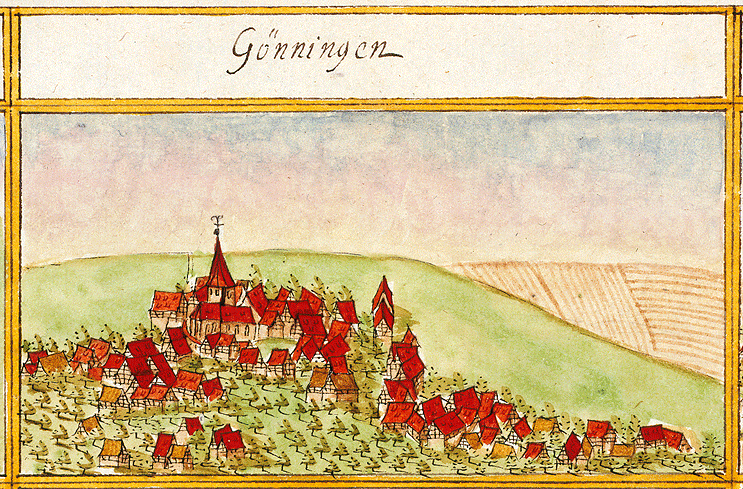
Ansicht von Gönningen aus den Forstlagerbüchern von Andreas Kieser, 1683

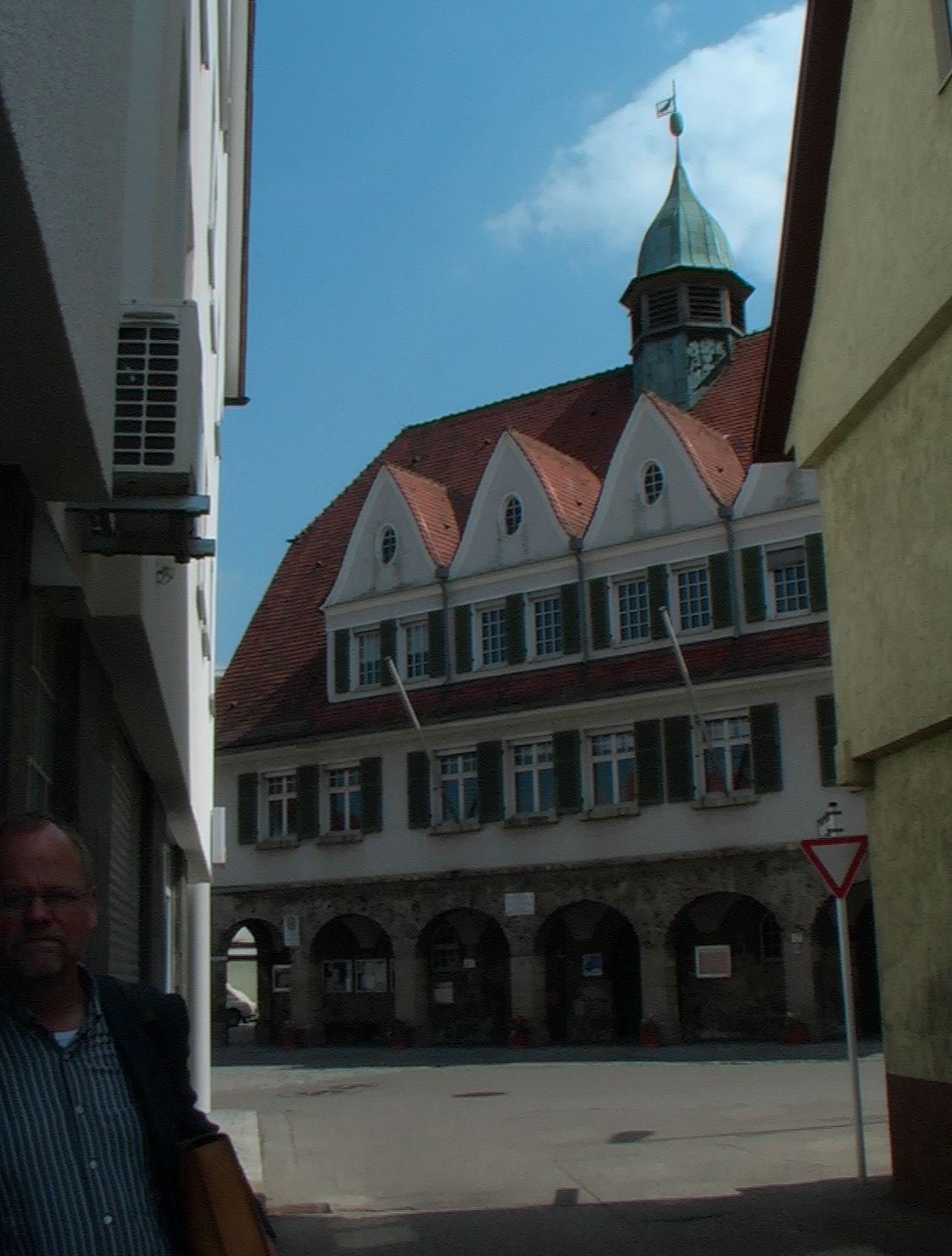
Gönninger Rathaus, in dem auch das Samenhandelsmuseum untergebracht ist

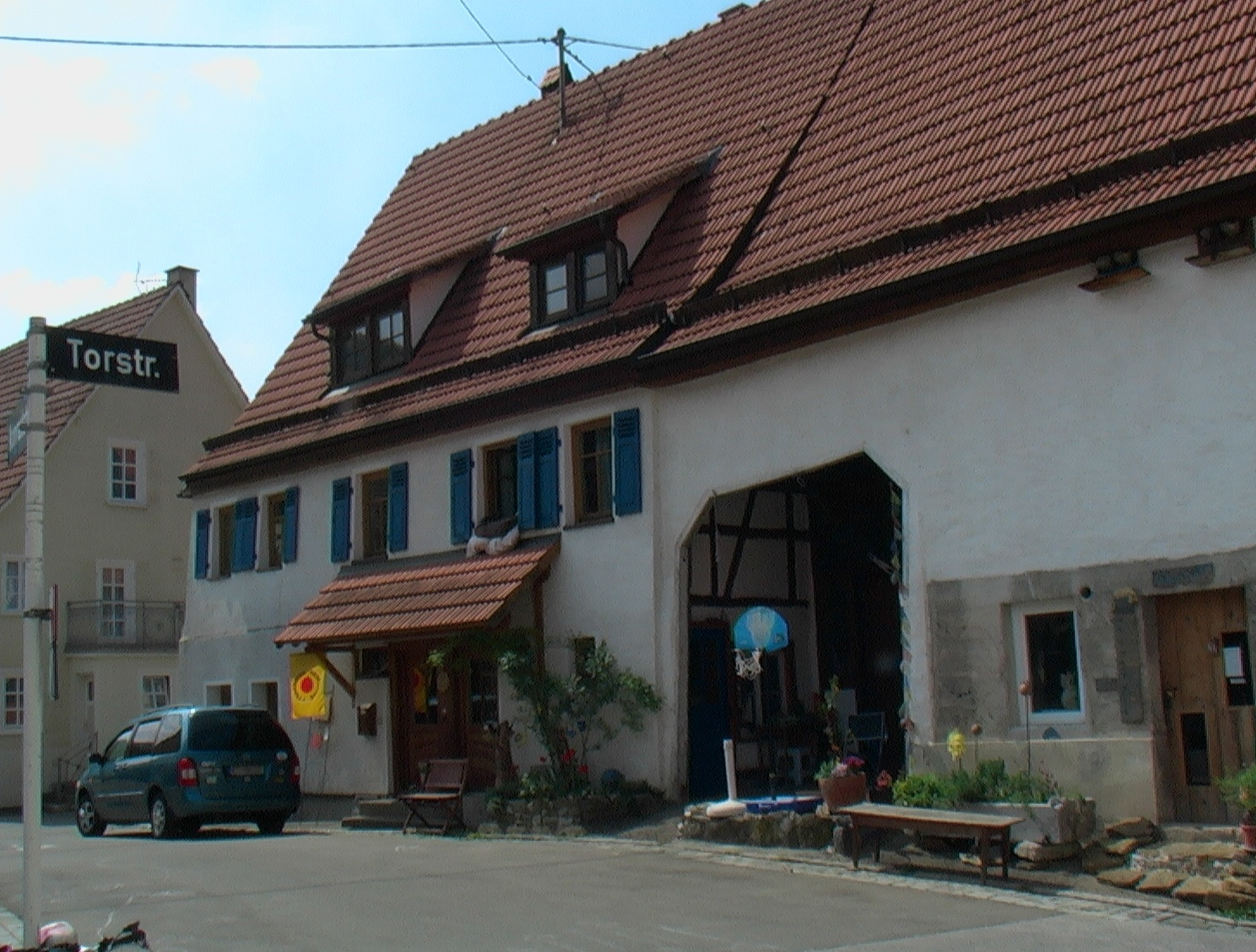
Das sogenannte „Käshaus“, historisch eine Gönninger Weinstube und Samenhandlung. Das Gebäude wurde im 15. Jahrhundert erbaut. Der Name „Käshaus“ entspringt dem Umstand, dass die im Haus ansässigen Samenhändler von ihren Handelsreisen Käse mitbrachten und in der Weinstube auch zum Kauf anboten. In den späten 1970er Jahren wurde das Gebäude von einer der ersten Wohngemeinschaften vor Ort aus dem Umfeld der Alternativbewegung bezogen (Fotografie von April 2011).

Die Ortsnamensendung -ingen lässt auf eine alemannische Gründung schließen. Dafür sprechen auch merowingische Grabfunde in der unmittelbaren Umgebung. Erstmals urkundlich erwähnt wurde Gönningen als Ginningen im Jahr 1092. Ab 1180 herrschten im Ort die Herren von Stöffeln, unter denen Gönningen für eine kurze Zeit Stadtrechte bekam. Im Jahr 1300 wurde die Stadt dann an Graf Eberhard von Württemberg verkauft. Mitverkauft wurde auch die Burg derer von Stöffeln auf dem Stöffelberg. Von der ehemaligen Burg existieren heute nur noch rudimentäre Ruinenreste. Die Ortsherrschaft wechselte noch mehrmals, jedoch blieb der Ort die längste Zeit beim Oberamt Tübingen. Seit 1938 zum Landkreis Reutlingen gehörend, wurde Gönningen im Zuge der Gemeindereform am 1. Januar 1971 in die Stadt Reutlingen eingemeindet.
Überregionale wirtschaftsgeschichtliche Bedeutung erlangte Gönningen neben dem vom Hochmittelalter bis 1975 betriebenen Abbau von Gönninger Kalktuff insbesondere ab dem Beginn der Neuzeit als Händlergemeinde. Als solche hatte Gönningen seine Hochphase im 18. und 19. Jahrhundert. Insbesondere der Samenhandel, dem zeitweilig nahezu die Hälfte der Gönninger Bürger als fahrende Händler nachging, machte den Ort bis hin zum Umfeld des russischen Zarenhofs europaweit einschlägig bekannt. Der Einfluss der Gönninger Samenhändler reichte im Jahr 1896 bis zur Gesetzgebung des Reichstags, als eine örtliche Delegation beim Ausschuss zur Änderung der Gewerbeordnung vorstellig wurde, und es ihr mit Unterstützung der Reichstagsabgeordneten Friedrich Payer (DVP) und Gustav Siegle (NLP) gelang, dass der Handel mit Gemüsesamen als Ausnahmebestimmung im Gesetz, das ein reichsweites Verbot des Hausierens vorsah, erlaubt wurde. Dieser Ausnahmeparagraph wurde im Kaiserreich als Lex Gönningen kolportiert. Bedingt durch die technologischen (logistischen und verkehrstechnischen), infrastrukturellen und politischen Umwälzungen im Zuge der Zeit um den Ersten Weltkrieg und dessen Folgeentwicklungen ging das Samenhändlergewerbe in Gönningen ab Mitte der 1910er Jahre deutlich zurück. An die entsprechende Tradition wird vor Ort bis heute mit verschiedenen Veranstaltungen, einem Denkmal und einem Samenhandelsmuseum erinnert.
Ab Mitte/Ende der 1970er Jahre wurde Gönningen aufgrund der ländlich-naturnahen, dabei dennoch relativ großstadtnahen Lage und günstiger Mietpreise zu einem Anziehungspunkt der Alternativbewegung, vor allem für Studenten der damals in Reutlingen ansässigen evangelischen Fachhochschule für Sozialwesen, der Pädagogischen Hochschule (Fakultät für Sonderpädagogik) sowie zu einem kleineren Teil der Eberhard Karls Universität Tübingen. Eine der ersten Wohngemeinschaften vor Ort, anfangs von manchen alteingesessenen Gönningern misstrauisch beäugt, zog ins sogenannte „Käshaus“ ein. Ihr folgten Gründungen mehrerer weiterer über das ganze Ortsgebiet verstreuter Wohngemeinschaften. Viele ihrer Bewohner, unter ihnen beispielsweise die seit Ende 2009 amtierende Bezirksbürgermeisterin Christel Pahl oder der überregional bekannt gewordene Liedermacher Thomas Felder blieben in Gönningen ansässig, gründeten Familien und prägen das kulturelle und politische Leben Gönningens bis in die Gegenwart maßgeblich mit.

## Wappen
Der goldene (gelbe) Schildhaupt mit der liegenden schwarzen Hirschstange verweist auf ein Symbol des Grafen Eberhard, der im Jahr 1300 die damalige „Stadt“ von den Herren von Stöffeln käuflich erworben hatte. Das blau untermalte goldene (gelbe) Jagdhorn mit Fessel im unteren Teil des Wappenschilds könnte, wie allerdings lediglich Vermutungen nahelegen, auf ein ursprüngliches liegendes G, wie es im alten Prägesiegel Gönningens vorkam, hinweisen. Das Wappen wurde 1942 durch Absprache mit der Archivdirektion abschließend festgelegt, jedoch erst 1965 formell durch das baden-württembergische Innenministerium verliehen.

## Tulpenblüte
Etwa Mitte des 19. Jahrhunderts begann die Gönninger Tradition, Tulpen auf die Gräber der Angehörigen zu pflanzen. Ein Luxus, den sich zur damaligen Zeit nicht alle Dörfer leisten konnten. Doch weil die Gönninger Bewohner mit dem Samenhandel sehr erfolgreich waren, konnten sie sich die teuren Tulpenzwiebeln leisten. Die Tulpenblüte entstand dann aus einer Art Marketing-Strategie der Samenhändler Gönningens. Sie wollten ihren Reichtum zeigen und präsentierten deshalb die kostbaren Tulpen in allen erdenklichen Farbnuancen auf dem parkähnlich angelegten Friedhof. Diese Werbung zeichnete sie als kundige Fachleute aus. Nachdem die Gönninger Tulpenblüte eine Zeit lang verschwunden war, wurde dieser Brauch im Herbst 2004 wiederaufgenommen. So reisen wieder vermehrt Leute nach Gönningen, um ab Mitte April bis zu 45.000 blühende Tulpen auf öffentlichen Plätzen, in den Vorgärten und auf dem Friedhof bewundern zu können.

## Gönninger Seen
Am Gönninger See befindet sich eine Liegewiese für Badegäste. Es handelt sich um ein Tuffabbaugebiet, das gestaltet und gepflegt wird. Der See ist für Schwimmer zugänglich aber keine offizielle, beaufsichtigte Badestelle. Jeder darf zum Zwecke der Erholung auf eigene Gefahr hin dort baden.

## Roßberg

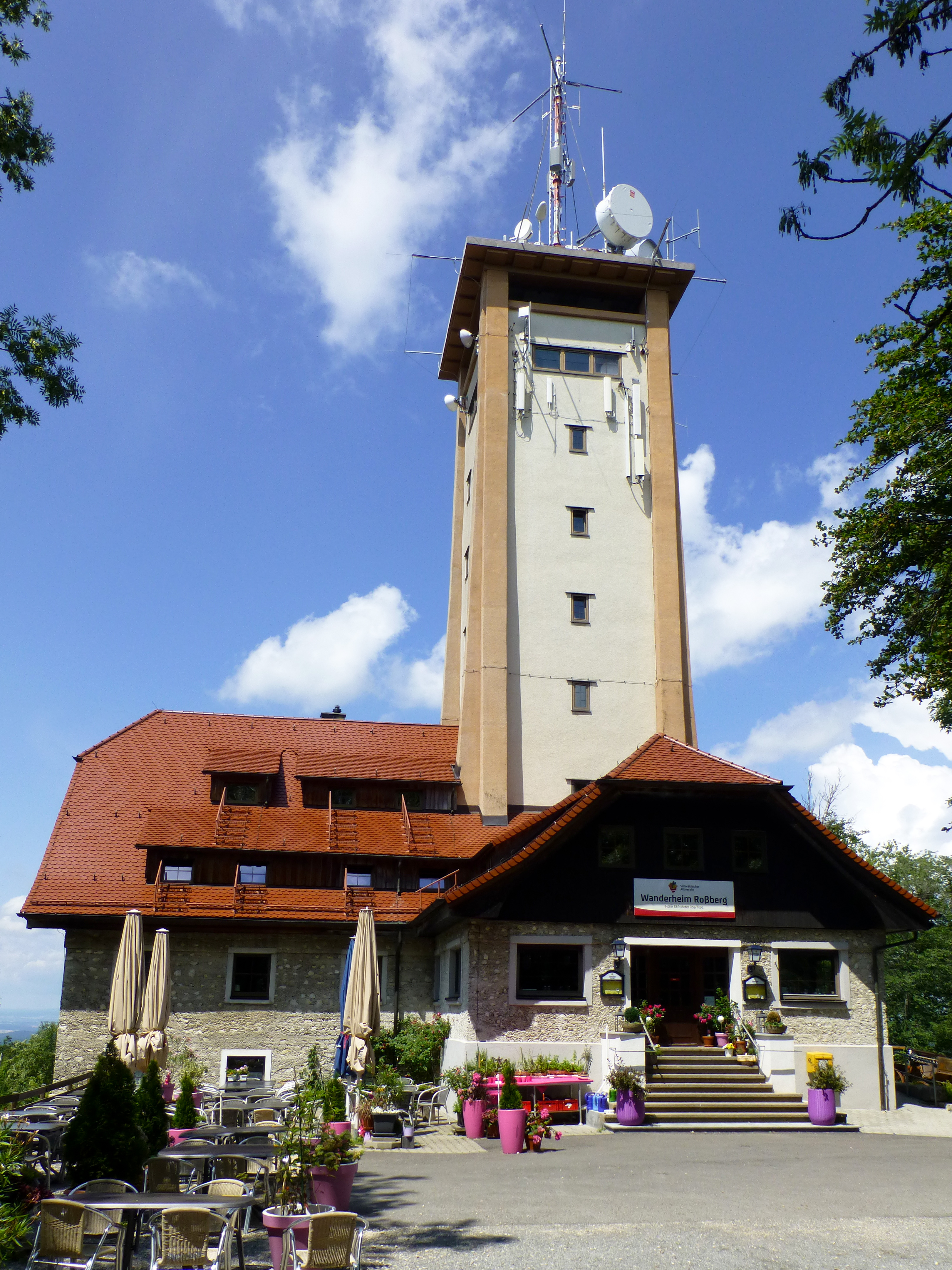
Roßberg-Turm (Fotografie 2018)

Der Roßberg, mit 870 m ü. NHN höchster Berg des Reutlinger Stadtgebiets, ist ein beliebtes Ausflugsziel. Vom Aussichtsturm aus bietet sich ein Ausblick über den Rand der Schwäbischen Alb, an klaren Tagen bis zu den Alpen.

## Samenhandelsmuseum
Das Museum im Rathaus der ehemaligen Samenhändlergemeinde Gönningen zeigt Gegenstände aus der jahrhundertealten Händlertradition des Ortes.
Neben vielen Dokumenten und Zeugnissen, die die Handelsreisen der Gönninger in Europa und über Europa hinaus belegen, ist auch die Rekonstruktion einer Samenhändlerpackstube zu sehen.

## Lokomotivschuppen

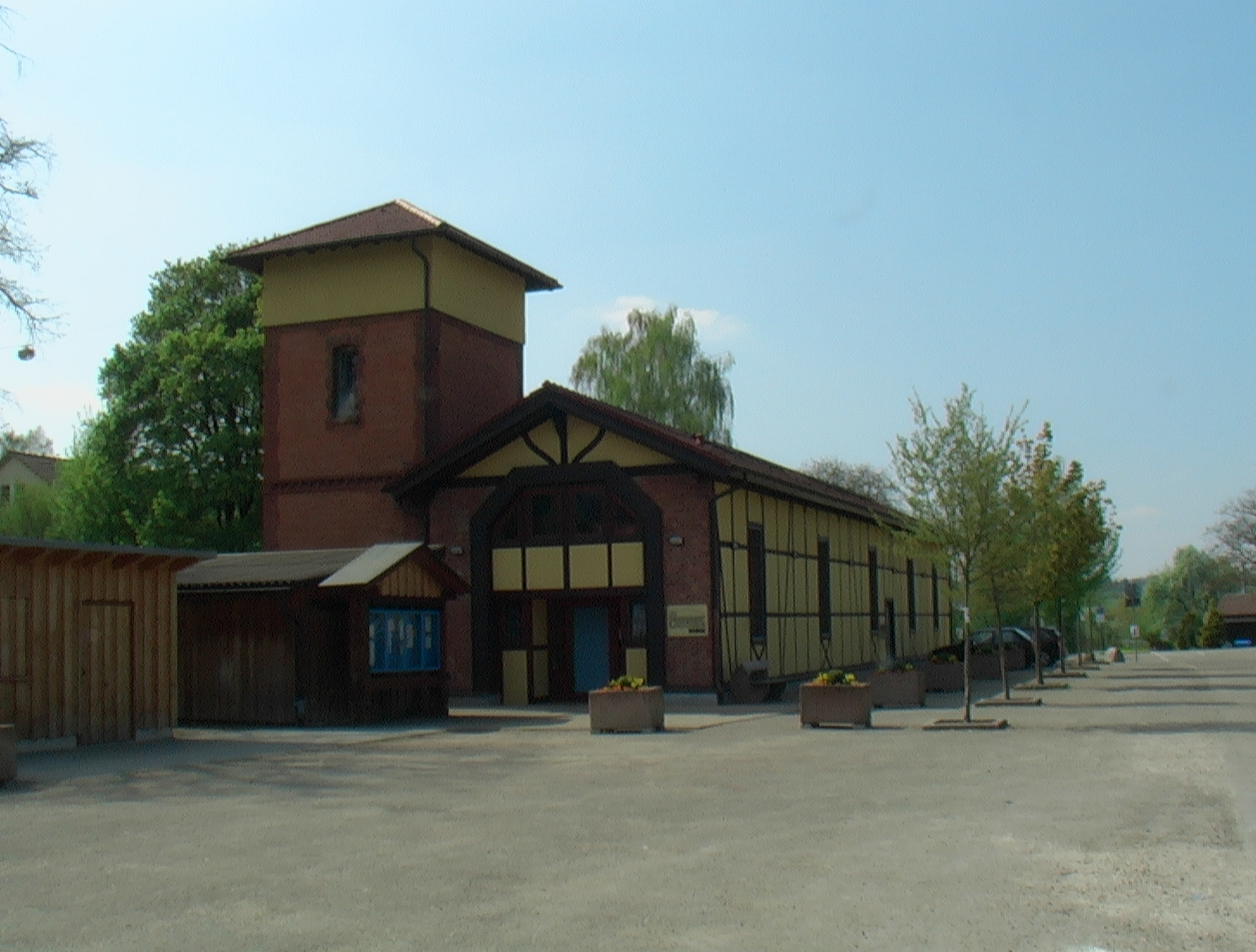
Der ehemalige Lokomotivschuppen mit Werkstatt und Wasserturm wurde 1900 erbaut. Seit 2002 wird er vom Förderverein Lokschuppen e. V. als Kulturzentrum genutzt.

Um den wirtschaftlichen Absatz zu garantieren, wurde der Ort 1902 mit einer privaten Nebenbahn an das Netz der Königlich Württembergischen Staats-Eisenbahnen angeschlossen. Diese sogenannte „Gönninger Bahn“ bewirkte nicht nur ein charakteristisches lokales Gepräge. Geschichten und Anekdoten um die Bahn und ihre Lokomotiven, genannt „Somaschell“, sind bis heute vor Ort verbreitet. Der Gönninger Bahnhof war Endbahnhof und zugleich Betriebsmittelpunkt der Strecke, inklusive Lokomotivschuppen. Nach Aufgabe der Strecke im Jahr 1985 blieb dieser 17 Jahre lang nahezu ungenutzt.
Mit Aussicht auf das 100-jährige Jubiläum der Strecke bildete sich unter Beteiligung des Bezirksgemeinderates und der Vereine eine Bürgerinitiative, die in bürgerlichem Engagement und mit Unterstützung der Stadt Reutlingen den Lokomotivschuppen zu einem Bürger- und Kulturzentrum ausbaute. Pünktlich im Jubiläumsjahr 2002 konnte er seiner neuen Bestimmung übergeben werden. Seitdem wird das Gebäude für Veranstaltungen aller Art genutzt und hat bereits einen überregionalen Ruf als kulturelles Zentrum erlangt.

## Bilder aus Gönningen

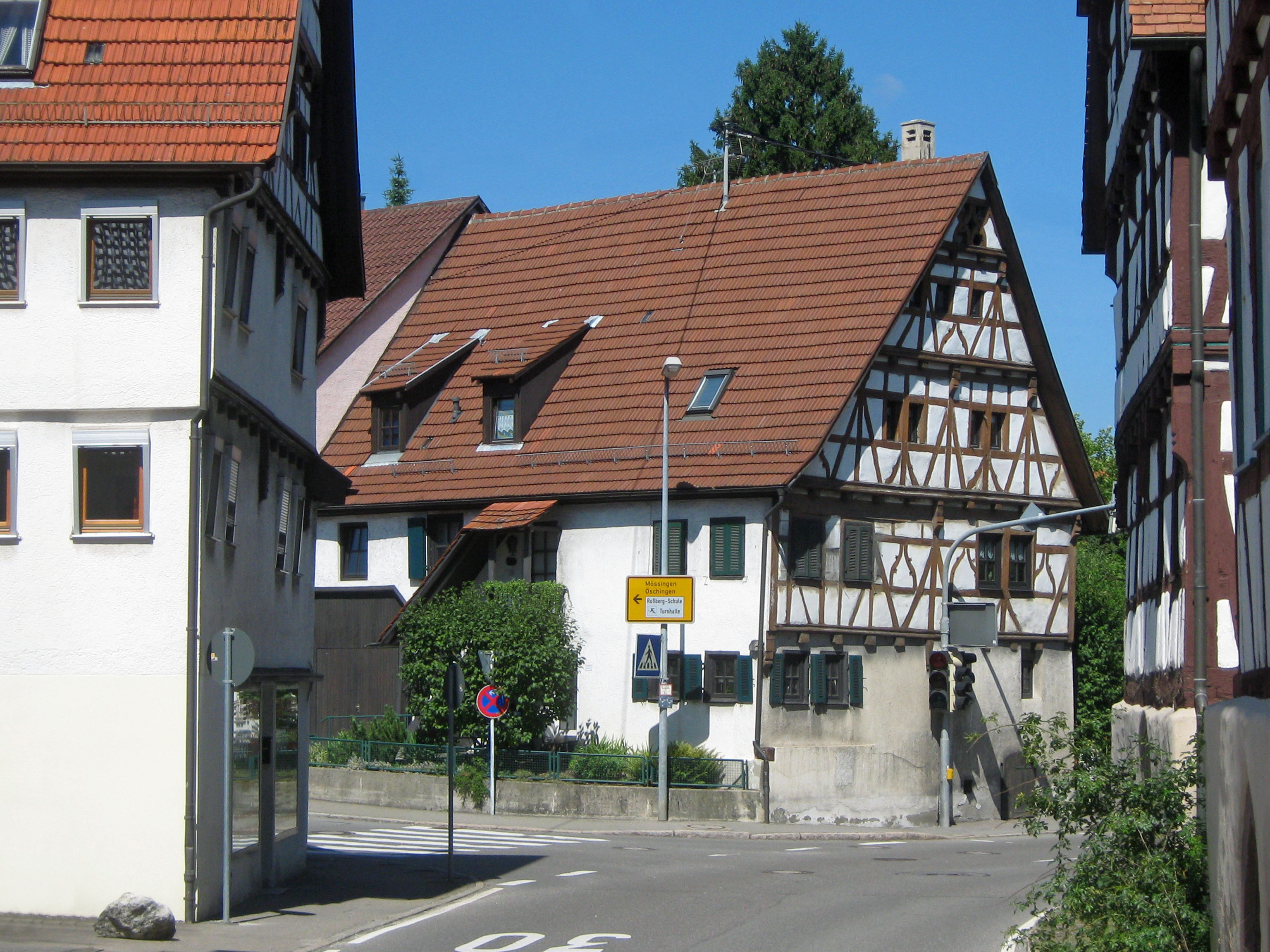
Fachwerkhaus I (Fotografie Juli 2010)
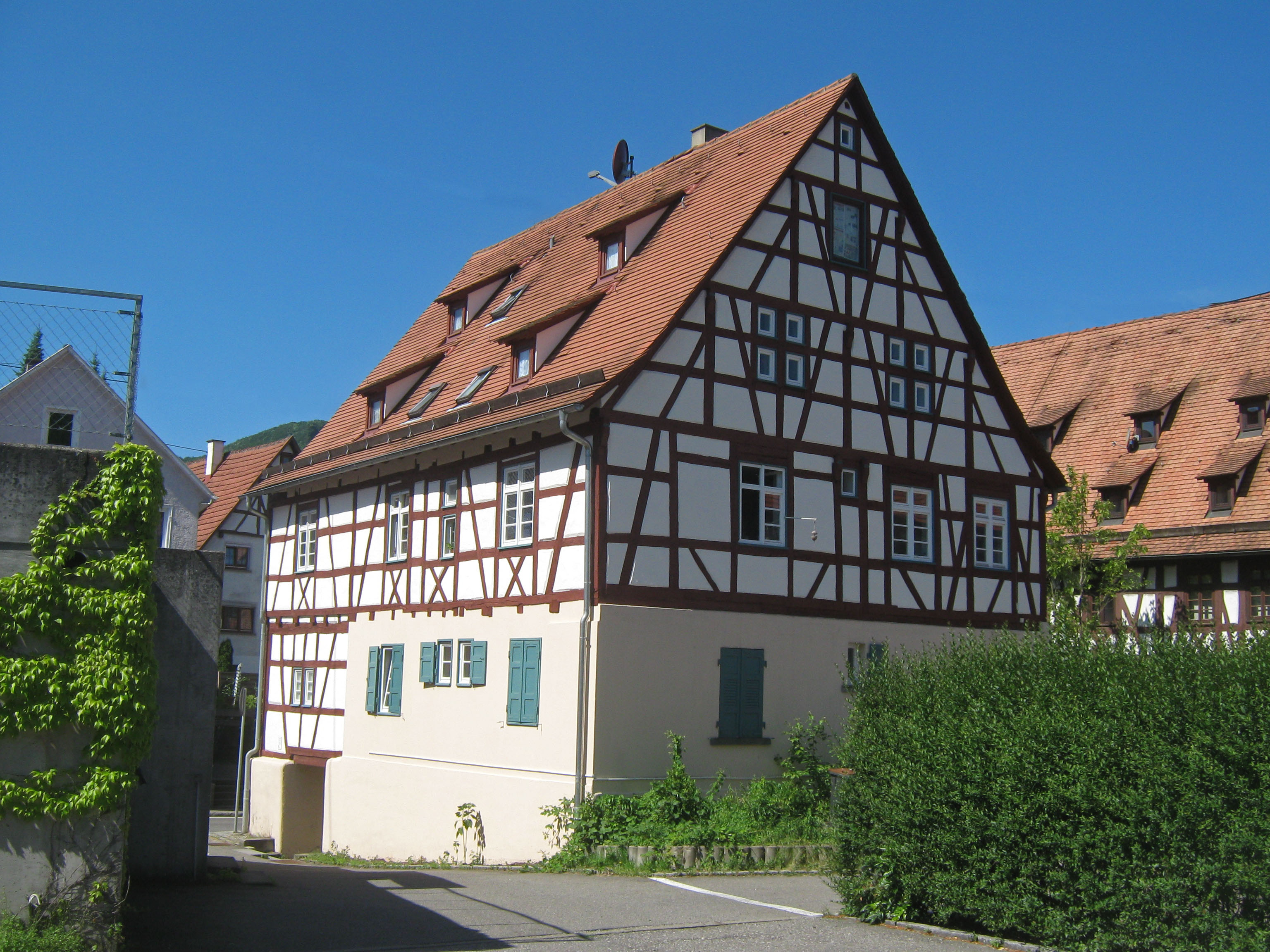
Fachwerkhaus II (Fotografie Juli 2010)
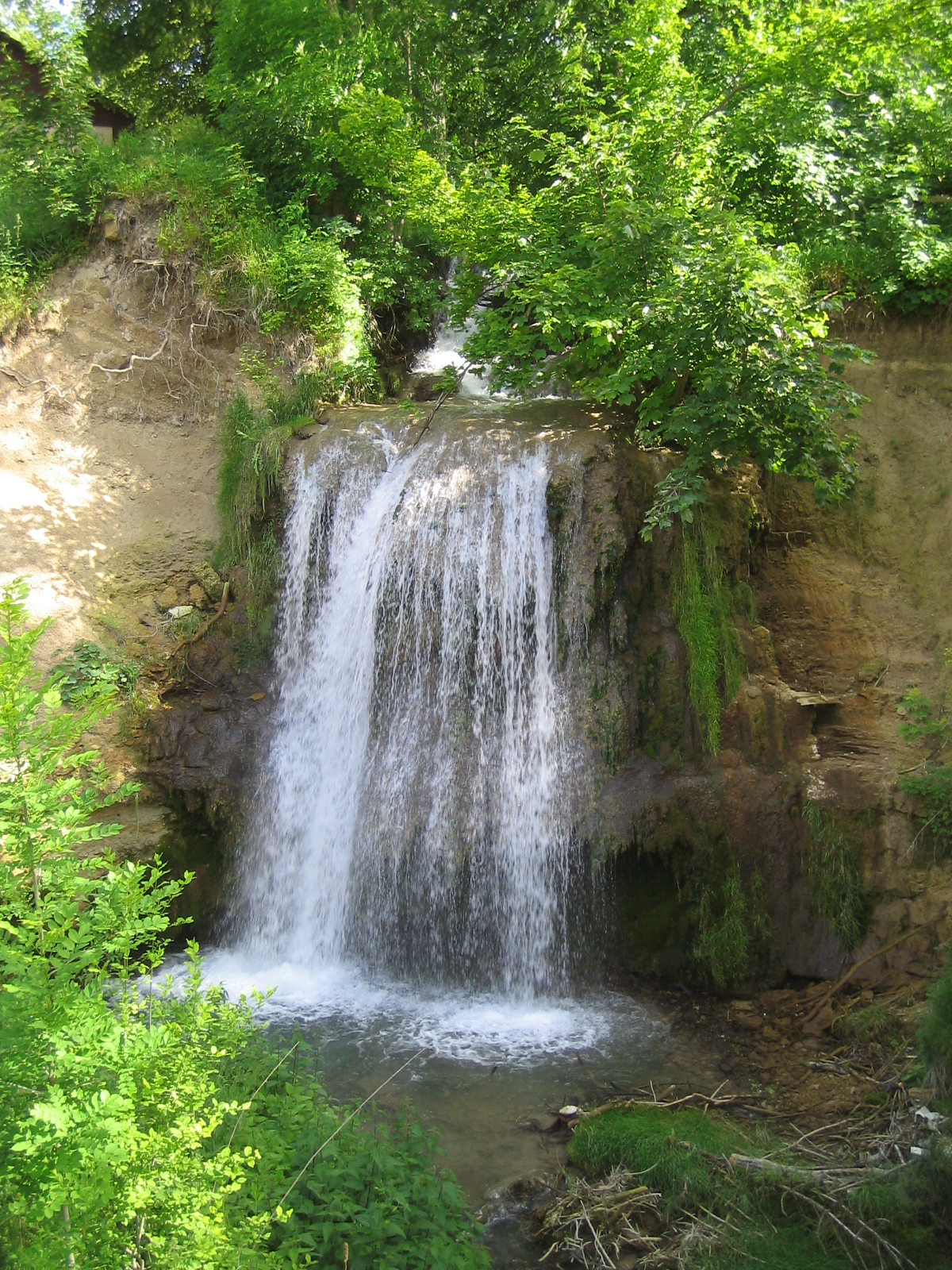
6 m hoher Wasserfall der Wiesaz (Fotografie Juni 2009)
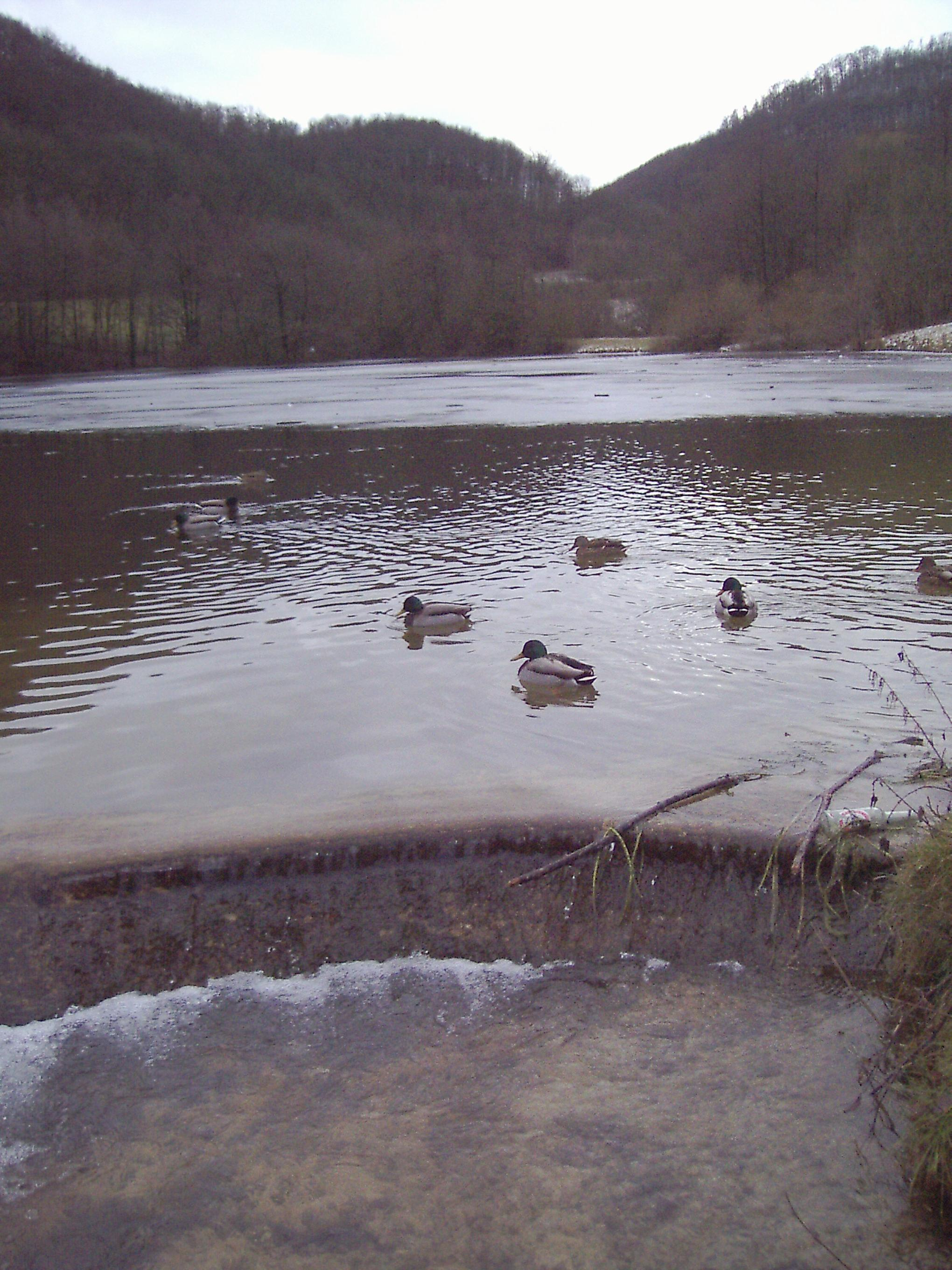
Ablauf der Wiesaz am unteren Gönninger See (Fotografie Dezember 2007)
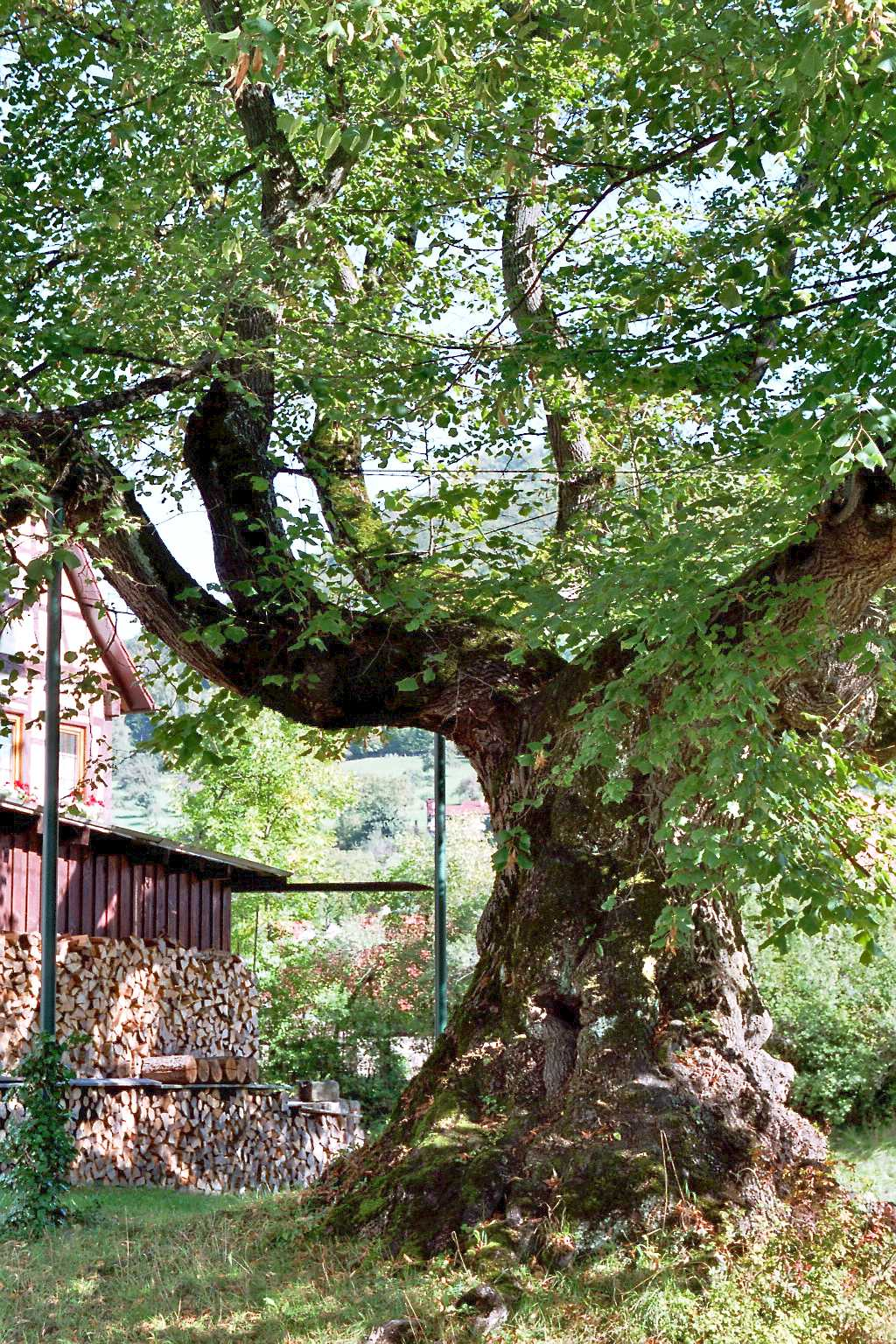
Die alte Ziegel-Linde (Fotografie Anfang Oktober 2006)

## Sonstiges

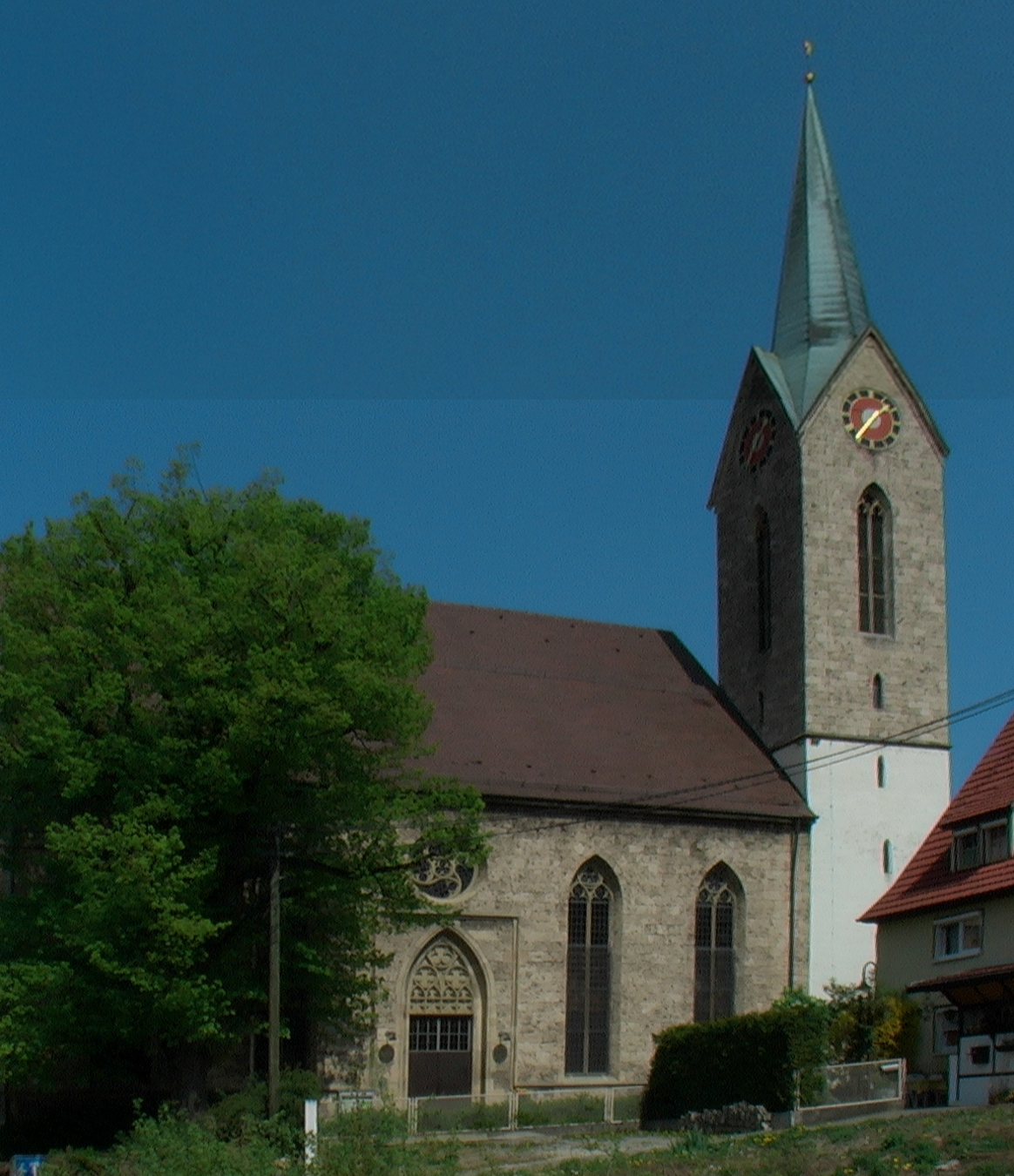
St. Peter und Paul

- Aus der Familie von Stöffeln stammt vermutlich der Dichter Konrad von Stoffeln, der im 13. Jahrhundert einen Artusroman verfasste.[10]
- Gönningen bezeichnet sich als Samenhändlergemeinde. Über diese weltweit einmalige Händlertradition gibt es ein entsprechendes Samenhandelsmuseum. Martin Scheible gestaltete 1943 das Samenhändlerdenkmal.
- Im Ort gibt es mit der evangelischen Peter-und-Paul-Kirche, der katholischen St. Michael-Kirche und der Neuapostolischen Kirche drei Kirchen. Das älteste der drei Kirchengebäude ist die im Ortszentrum gelegene, seit der Reformation evangelische Ortskirche St. Peter und Paul. Sie ist ein ursprünglich hochromanischer Bau aus dem 12. Jahrhundert, der später nach und nach in einen gotischen, zuletzt im 19. Jahrhundert neugotischen Stil umgebaut wurde. Die schmalen Fenster des Turms waren als wehrhafte Schießscharten angelegt worden.[11]
- Die Roßbergschule Gönningen besteht aus einer Grundschule und einer Hauptschule mit insgesamt etwa 260 Schülerinnen und Schülern.
- Von 1902 bis 1976 verkehrte eine Kleinbahn zwischen Gönningen und Reutlingen.
- Professor August Dieterlen (* 1847 in Gönningen; † 1923 in Stuttgart) wurde 1909 Ehrenbürger von Giengen an der Brenz.
- In der Öschinger Straße steht die 450 Jahre alte Alte Ziegel-Linde.
- Gönningen und der Samenhandel stehen im Mittelpunkt des historischen Romans „Die Samenhändlerin“ von Petra Durst-Benning. Nach diesem Roman produzierte das ZDF 2011 einen gleichnamigen Spielfilm (Regie Michael Keusch, Hauptrolle Henriette Richter-Röhl).[12]

## In Gönningen geborene Persönlichkeiten
- Ludwig August Carl Wurster (1791–1863), Kaufmann und Politiker der Freien Stadt Frankfurt
- Ernst Ziegler (1874–1958), Unternehmer und Kunstsammler
- Ernst Vatter (1929–2012), Missionar und Missionsdirektor der Liebenzeller Mission
- Otto Vatter (1926–1978), Bürgermeister der Gemeinde Ruit auf den Fildern[13]
- Riedel Diegel (* 1957), Mundharmonikaspieler